# Svarthuvad sydhake
Svarthuvad sydhake (Melanodryas cucullata) är en fågel i familjen sydhakar inom ordningen tättingar.

## Utseende
Svarthuvad sydhake är en relativt stor medlem av familjen. Hanen är tydligt tecknad i svart och vitt, med helsvart huvud och vita vingpaneler på svarta vingarna. Honan är grå ovan, ljus under, med ljusa vingpaneler. Liknande men mindre arten brun flugskvätta saknar vingmönstret och har beteendet att röra på stjärten sidledes.

## Utbredning och systematik
Svarthuvad sydhake delas in i fyra underarter:
- Melanodryas cucullata melvillensis – förekommer på Melvilleön och Bathurstön (Northern Territory)
- Melanodryas cucullata picata – förekommer i Broome (Western Australia) i Arnhem Land och västra New South Wales
- Melanodryas cucullata cucullata – förekommer i sydöstra Australien (sydöstra Queensland till Victoria och sydöstra South Australia)
- Melanodryas cucullata westralensis – förekommer i södra Western Australia, västra South Australia och sydvästra Northern Territory

## Levnadssätt
Svarthuvad sydhake hittas i öppna och torra miljöer inåt land. Den ses sitta upphöjt, varifrån den gör utfall mot byten på marken.

## Status och hot
Arten har ett stort utbredningsområde, men tros minska i antal, dock inte tillräckligt kraftigt för att den ska betraktas som hotad. Internationella naturvårdsunionen IUCN listar arten som livskraftig (LC).